# 이영수 (1974년)
이영수(李泳洙, 1974년 8월 18일 ~ )은 대한민국의 정치인, 별정직공무원이다.

## 학력
- 대구영선국민학교 졸업
- 대구중학교 졸업
- 덕원고등학교 졸업
- 서울대학교 농업자원경제학 학사

## 경력
- 영천시농민수당 추진위원회 집행위원장
- 귀농 15년 전국 복숭아사랑동호회 간사
- 전국농민회총연맹 정책국장
- 임고초등학교 운영위원장
- 효1리 이장 3선(이장협의회 총무)
- 임고농협 이사
- 임고청년회 회장
- 2022.07 ~ 2025.06: 더불어민주당 경상북도당 영천시·청도군 지역위원회 위원장
- 더불어민주당 전국농어민위원회 부위원장
- 2024.03 ~ 2024.08: 더불어민주당 민생대변인
- 2024.07 ~ 2025.06: 더불어민주당 경상북도당 위원장
- 2024.10 ~ 2025.06: 더불어민주당 전국정당추진특별위원회 위원장
- 2025.06 ~ : 대통령비서실 경제수석비서관실 농림축산비서관

## 역대 선거 결과
|  | 36.70% |

|  | 19.53% |